# Бострем, Георгий Эдуардович
Георгий Эдуардович Бострем (6 января 1885, Орлова Балка, Херсонская губерния — 7 октября 1977, Евпатория, Крымская область) — русский и советский живописец, реставратор, иконописец.

## Биография
Учился в Елисаветградском земском реальном училище, в нём же посещал вечерние рисовальные курсы (преподаватель — Ф. Козачинский).
С 1902 по 1905 годы учился на живописном отделении Одесского художественного училища у К. К. Костанди и Г. А. Ладыженского. Не окончив училища, выбыл из него 3 февраля 1905 года. До 1909 года жил в Германии, проходил обучение в Мюнхенской Академии Художеств и в школах Ш. Холлоши и А. Ашбе. Сблизился с В. В. Кандинским и, предположительно, под его влиянием начал писать в стиле абстракционизма.
В 1909 году прервал занятия живописью и несколько лет путешествовал по Европе (в том числе — в Греции), бывал в Персии и на Алтае.
Приехав в Одессу, в 1914 году стал одним из организаторов Весенней выставки картин. Затем, осенью 1916 года, принимал участие в организации Молодёжной выставки картин. Осенью 1918 преподавал в Академии Общества независимых художников. После 1919 года оставил Одессу.
В 1920 поселился в Загорске, где в течение многих лет реставрировал иконы и фрески для Троице-Сергиевой лавры.
С 1920 по 1930-е годы часто менял место жительства, скрываясь от репрессий. Преподавал на курсах живописи. Во время Второй мировой войны был в эвакуации в Ташкенте. По её окончании вернулся в Загорск и продолжил работы по реставрации живописи в храмах Московской, Новгородской, Тверской областей и в Троице-Сергиевой лавре.
В 1961 переехал в село Заречное неподалёку от Симферополя, затем — в Евпаторию. Писал картины на религиозные темы и условные символические полотна.

## Память

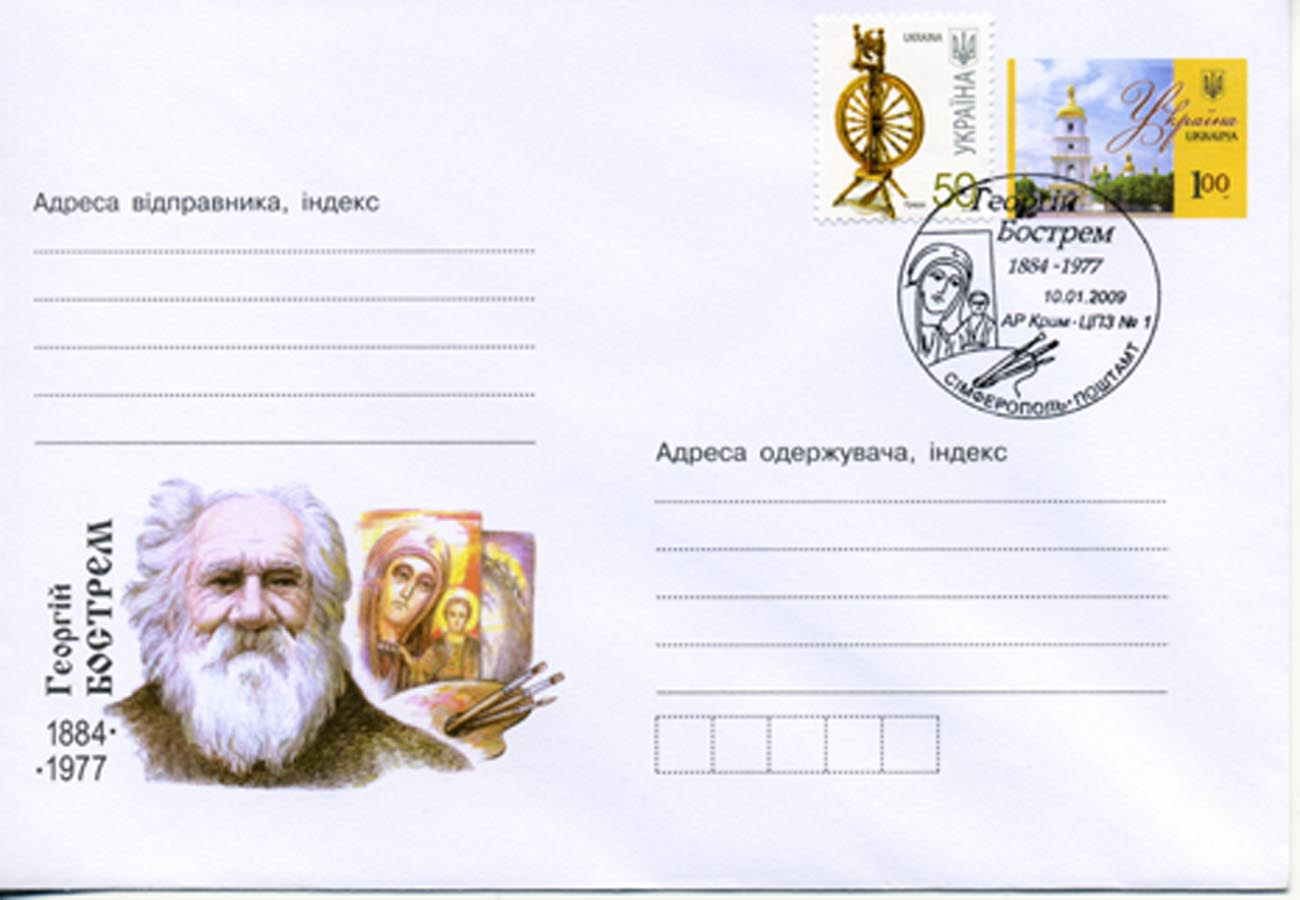
Конверт Укрпочты к 125-летию художника со штемпелем специального гашения. Симферополь, 10 января 2009 года

Работы Бострема хранятся в музее Троице-Сергиевой лавры, в Лувре, Музее Гуггенхайма и Симферопольском художественном музее.
В 1997 в Симферополе открылся музей современного христианского искусства им. Г. Э. Бострема (в настоящее время отдел Центрального музея Тавриды), в котором хранятся 14 картин мастера, написанные в последние годы его жизни. Основателем и руководителем музея стал ученик Бострема — художник Г. К. Когонашвили.
Укрпошта выпустила к 125-й годовщине со дня рождения христианского художника Георгия Бострема мемориальный конверт. Всего было выпущено 1000 экземпляров. 10 января 2009 года в Крымском республиканском учреждении «Центральный музей Тавриды» прошло специальное гашение.